# ПМР-66
ПМ-66— українське судно (плавмайстерня) Військово-морських сил України. Переобладнана суховантажна баржа «БСН-188595» — несамохідна.

## Історія корабля
Закладка судна і введення в стрій відбулися у 1926 р. на території Австрії для потреб Німеччини. У 1945 р. переданий уряду СРСР як репарації.
У радянському флоті базувався в м. Ізмаїл. р. Дунаї, 70-та група МРСО.
Після перерозподілу між Україною та Росією судів колишнього Чорноморського флоту СРСР 1997 р. відійшов Україні.
З 1995 року судно є українською плавмайстернею Військово-морських сил України. Працює в Ізмаїлі.